# Rai 3
Rai 3（ライ・トゥレ）は、イタリア放送協会のテレビ主要チャンネル。1979年12月15日に放送開始。

## 主な番組
- TG3（ニュース番組）
- TGR (ローカルニュース番組) RAIのテレビ放送でのローカルニュースはRai Treのみで放映される。
- Ballarò（トーク番組）
- Che tempo che fa（トーク番組）
- Melevisione（子供向け番組）